# Кроликовые хомяки
Кроликовые хомяки (Reithrodon) — род грызунов из подсемейства Sigmodontinae семейства Cricetidae, обитающий в Южной Америке. Он включает два вида.
Научное название переводится как «канальный зуб» и связано с бороздками на верхних резцах. Древнейшие ископаемые находки относятся к позднему плиоцену, около четырёх миллионов лет назад. Непосредственные предки рода, возможно, эволюционировали в период, когда в конце миоцена южная часть континента Южной Америки становилась всё более засушливой.

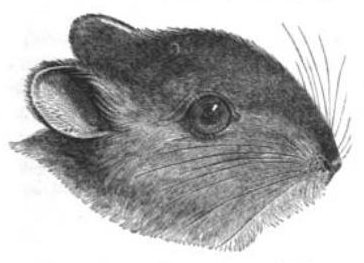
Голова R. auritus из книги Поля Жерве "Histoire naturelle des mammiferes" 1855 г.

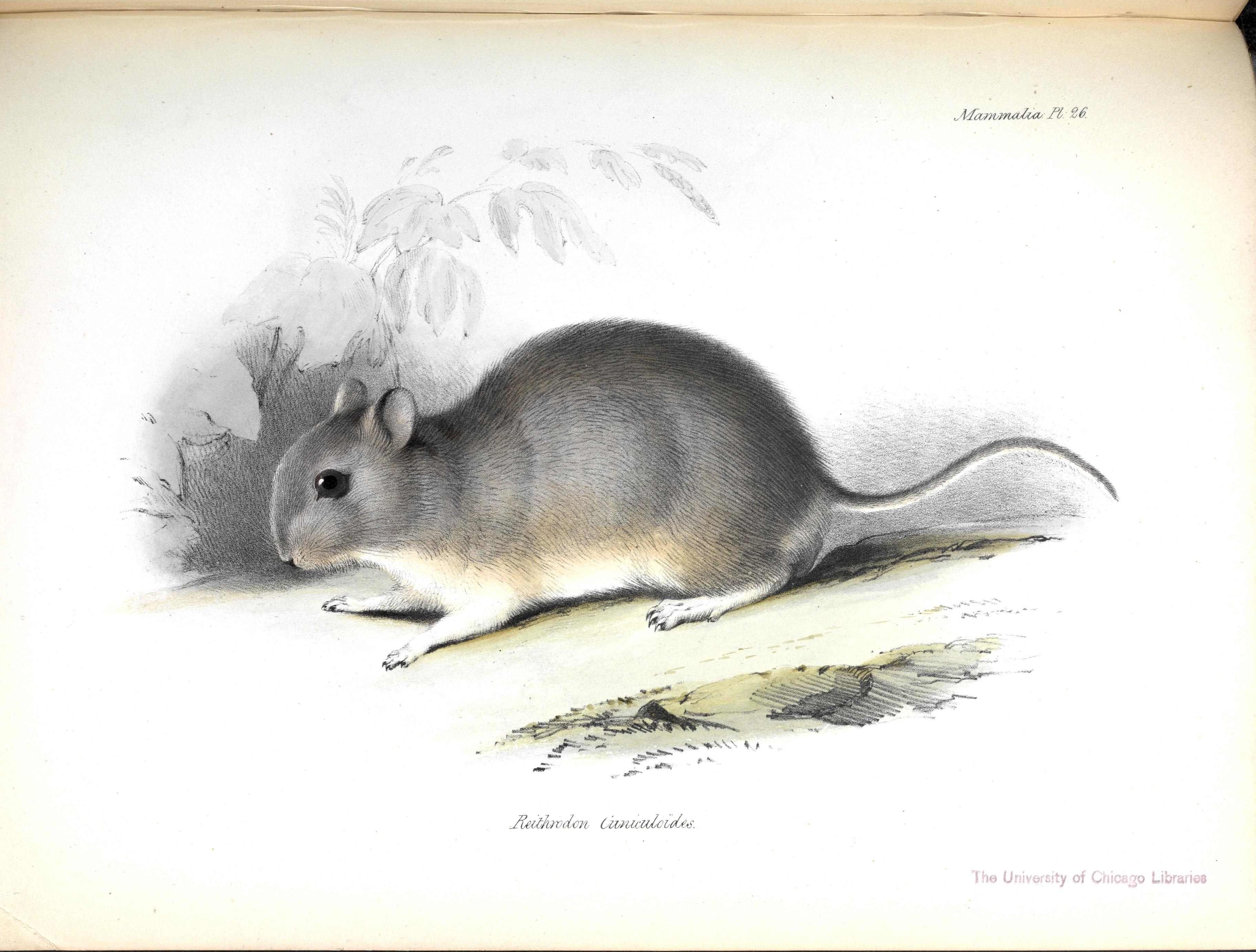
R. auritus, рис. в кн. "Зоологические результаты путешествия на Бигле 1832-1836 гг.", 1839

Длина головы и тела этих животных составляет от 13 до 20 сантиметров, а хвоста — от 9 до 11 сантиметров. Их вес, насколько известно, составляет от 80 до 100 граммов. Верхняя сторона тела серо-коричневая, а живот белый или светло-серый. Хвост относительно короткий, а уши большие и слегка отогнуты назад.
Кроликовые хомяки обитают на юге Южной Америки, в южной части Бразилии, Уругвая, Аргентины и Чили. Их среда обитания включает луга, такие как пампасы, а также песчаные прибрежные районы и поля.
Они хорошо копают и строят подземные норы, иногда занимая норы броненосцев или других животных. Длина этих нор достигает 2 метров, а диаметр камер достигает 30 сантиметров, в которых они строят гнездо из травы. Они могут жить как поодиночке, так и группами. Кроликовые хомяки, предположительно, ведут ночной образ жизни и питаются травой, корнями и клубнями.
В некоторых местах популяции сократились из-за интенсивного использования в сельском хозяйстве или конкуренции с  интродуцированными зайцами, но в целом эти животные (МСОП объединяет оба вида) не находятся под угрозой исчезновения.
Выделяют два вида, которые иногда объединяют в один:
- Reithrodon auritus встречается почти по всей территории Аргентины и соседних регионов Чили, включая остров Огненная Земля.
- Reithrodon typicus обитает на крайнем юге Бразилии, в Уругвае и на востоке Аргентины.

Кроликовые хомяки вместе с патагонскими шиншилловыми хомячками и андийскими болотными хомяками образуют трибу Reithrodontini внутри подсемейства Sigmodontinae.